# Eugenio Curiel
Eugenio Curiel (Trieste, 11 dicembre 1912 – Milano, 24 febbraio 1945) è stato un partigiano e fisico italiano.
È stato capo del Fronte della gioventù per l'indipendenza nazionale e per la libertà e fu medaglia d'oro al valor militare alla memoria.

## Biografia
Eugenio Curiel nacque, primo di quattro figli, in un'agiata famiglia ebraica: il padre Giulio era ingegnere nei cantieri San Marco di Trieste, e la madre, Lucia Limentani, era sorella del filosofo Ludovico Limentani, professore nell'Università di Firenze.
Dopo aver conseguito la maturità scientifica nel 1929, frequenta a Firenze il biennio di ingegneria, iscrivendosi nel 1931 al Politecnico di Milano, ma, avendo più inclinazione per gli studi teorici, dopo pochi mesi si iscrive al corso di laurea in fisica tenuto nell'università fiorentina, dove lo zio Ludovico insegna filosofia morale e nella cui casa Eugenio è ospitato. Desideroso di non pesare sulla propria famiglia e su quella dello zio, dà lezioni private e, l'11 dicembre 1932 consegue il diploma di maestro elementare per poter lavorare pur continuando gli studi di fisica. L'amico Bruno Rossi, che ha vinto la cattedra di fisica sperimentale dell'Università di Padova, lo invita nel 1933 a concludere gli studi nell'ateneo veneto ed Eugenio accetta, laureandosi il 20 luglio col massimo dei voti e la lode.
È tuttavia un periodo di disorientamento: come scrive al professor Bruno Rossi soffre di nevrosi e, da tempo, è attratto dallo studio dall'antroposofia di Steiner, nella quale vede anche lo stimolo a conseguire un'autodisciplina fisica e psicologica che gli appare consentanea al suo rigore intellettuale e morale. D'altra parte, tali studi lo allontanano dal perseguimento di una carriera scientifica che sembrava essere il fine dei suoi studi universitari. Infatti, il 1º novembre 1933, accetta una supplenza di Lettere nel ginnasio di Montepulciano; allo scadere della supplenza, tuttavia, ritorna a Padova, dove Bruno Rossi gli aveva procurato, nel febbraio 1934, un incarico di assistente universitario di meccanica razionale.

### L'adesione al Partito comunista
L'applicazione alla filosofia steineriana si attenua con il tempo, sostituita lentamente dall'interesse verso la dominante filosofia idealistica; sono ora Kant, Fichte, Hegel, Croce e Gentile a costituire il centro degli interessi spirituali di Curiel, ma anche Georges Sorel e i problemi posti dal sindacalismo anarchico; frequentando l'Istituto di filosofia del diritto, vi conosce e si lega d'amicizia con gli assistenti di filosofia Ettore Luccini ed Enrico Opocher. È ancora a Padova che rivede nel 1933 l'amico d'infanzia di Trieste, Atto Braun, con il quale divide l'alloggio; quest'amicizia rinnovata costituisce nella sua vita una svolta decisiva: il Braun è clandestinamente aderente al Partito comunista e con lui Curièl discute e polemizza, ma legge anche i libri che questi gli presta: il Manifesto di Marx ed Engels, l'Anti-Dühring di quest'ultimo, il Che fare? di Lenin. In breve, nel 1935, anche Curièl entra a far parte del piccolo, clandestino circolo comunista dell'Università, costituito da Braun, da Guido Goldschmied e da Renato Mieli, e inizia a collaborare, dal 1937, alla pagina sindacale de Il Bò, il giornale universitario di Padova, redatto da giovani fascisti insofferenti dell'ortodossia del regime, ma anche da antifascisti mascherati, come lo stesso Braun.
In quegli anni il Partito comunista cercava di introdurre propri membri nelle organizzazioni sindacali e studentesche fasciste per attrarli a sé e indirizzare, con la necessaria cautela, aspirazioni e programmi nella direzione di una critica al regime; a questo scopo, Curiel si recò a Parigi nel marzo del 1937 - vi tornerà ancora alla fine dell'anno - dove ha sede il Centro estero del partito, prendendo contatto, fra gli altri, con Emilio Sereni, Ambrogio Donini e Ruggiero Grieco e scrivendo un articolo, dal titolo Il nostro lavoro economico-sindacale di massa e la lotta per la democrazia, con lo pseudonimo di Giorgio Intelvi, che compare nella rivista Lo Stato operaio Curiel sostiene che bisogna premere, con la stampa universitaria, sugli studenti, perché passino da un'ideologia, ancora corporativa, di «fascismo di sinistra» al riconoscimento della lotta di classe e sui fiduciati di fabbrica, rappresentanti eletti dagli operai e riconosciuti dal sindacato, all'interno del quale occorrerebbe creare «gruppi segreti», costituiti opportunamente, che dovrebbero svolgere sugli operai un influente lavoro politico. L'articolo riceve alcune critiche: il maturo dirigente Egidio Gennari lo rimprovera di un certo «economicismo» e di qualche astrattezza ma a Curiel si dà fiducia, apprezzandone l'intelligenza, la cultura e la volontà ed egli torna a Padova per proseguire la collaborazione con Il Bò e mantenendo i contatti con Parigi.
Dalle pagine della rivista appoggia le rivendicazioni salariali degli operai e conduce inchieste sulle misere condizioni di vita nelle campagne padovane e si occupa anche di politica estera, condannando le mire espansionistiche della Germania e l'aggressione giapponese alla Cina.
Nei primi del 1938 Curiel venne convocato con Ettore Luccini a Roma, dal presidente della Confederazione dei Sindacati e sottosegretario alle Corporazioni Tullio Cianetti che, pur ignorandone la reale appartenenza politica, lo invitò a una maggiore prudenza, essendo informato che i suoi articoli erano citati dalla stampa antifascista all'estero e gli suggerì di fare attenzione alla penetrazione di «sovversivi» nelle organizzazioni fasciste.

### Le leggi razziali
Nel numero de Il Bò del 20 agosto 1938 compare il suo ultimo articolo, La rappresaglia sindacale, in cui scrive che il sindacato deve «sorvegliare l'applicazione dei contratti collettivi» e deve realmente tener conto della volontà espressa nelle assemblee operaie: sostenere che in un regime corporativo gli interessi degli operai e degli imprenditori coincidono significa «dimostrare una cecità». In quello stesso numero della rivista, però, vi è anche un altro articolo, che elenca i nomi degli insegnanti ebrei presenti nelle Università italiane in cui, fra gli insegnanti padovani, figura il nome di Curiel. Erano i mesi che annunciavano la svolta filo-nazista della politica del regime: a novembre sono emanate le leggi per «la difesa della razza» e Curiel, come tanti altri, viene allontanato dall'insegnamento.
L'espulsione dall'Università, oltre a rendergli difficile guadagnarsi da vivere, rende lui automaticamente sospetto di antifascismo e problematica la sua possibilità di svolgere attività politica illegale. Parte allora per la Svizzera da dove, con l'aiuto del giellista Sergio De Benedetti, raggiunge il Centro estero comunista di Parigi, trovando un clima di sospetti e di volontà di epurazioni. Era infatti avvenuto che l'Internazionale Comunista aveva denunciato la presenza di provocatori nelle file del partito italiano - e in effetti almeno il responsabile del giornale «La Voce degli Italiani», Eugenio Albo, sarà più tardi riconosciuto una spia dell'OVRA. Sebbene non gli venissero mosse accuse particolari -anzi si pensò di affidargli la direzione di un giornale da pubblicare ad Alessandria d'Egitto, ma l'idea non andrà in porto - Curiel trascorse a Parigi mesi di profonda amarezza che lo spinsero, nel gennaio 1939, a prendere contatti con altri esponenti dell'antifascismo estero, sia socialisti che di Giustizia e libertà: sull'omonimo quotidiano di quel movimento scrisse l'articolo Discussione sul sindacalismo e consegnò al socialista Giuseppe Faravelli un suo breve saggio, Masse operaie e sindacato fascista, dove ribadì la necessità di utilizzare i sindacati fascisti per svolgervi un'opera di politica antifascista presso gli iscritti. L'intenzione di Curiel era di stabilire, fra comunisti, socialisti e giellini, un'unità di azione alla quale Giustizia e Libertà era decisamente contraria, mentre fra i socialisti le opinioni in proposito erano contrastanti.
Torna in febbraio a Milano, dove abita presso la sorella Grazia. In aprile era nuovamente in Svizzera, dove discusse con Pietro Nenni, favorevole all'intesa con i comunisti, le possibilità di organizzare a Milano comitati di azione comuni, poi cercò di entrare clandestinamente in Francia. Fermato alla frontiera, venne rispedito alla polizia svizzera che lo riaccompagnò alla frontiera italiana. In Italia, con lettere e articoli, continuò a ribadire presso i socialisti la necessità di stringere con i comunisti «legami che amplieranno il nostro contatto con la massa e che influiranno sulla tendenza del PCd'I alla burocrazia e alla disciplina cieca e passiva». Curiel era a Trieste, il 24 giugno 1939, quando la polizia lo individuò e lo arrestò.

### Il confino, la clandestinità e la morte
Trasferito nel carcere milanese di San Vittore, negli interrogatori nulla rivelò che la polizia già non sapesse; il 13 gennaio 1940 una Commissione penale lo condannò a cinque anni di confino da scontare nell'isola di Ventotene, dove Curiel giunge il 26 gennaio.
Il confino era meno duro del carcere ma i confinati dovevano mantenersi unicamente con le rimesse delle famiglie e, nelle condizioni difficili di quegli anni (di lì a pochi mesi l'Italia entrò in guerra) spesso si soffriva la fame. A Ventotene vi erano parecchie centinaia di confinati: vi si trovavano o vi erano passati, tra gli altri, i comunisti Luigi Longo, Pietro Secchia, Umberto Terracini, Camilla Ravera, Giuseppe Di Vittorio, i socialisti e gli azionisti Lelio Basso, Sandro Pertini, Altiero Spinelli, Ernesto Rossi, Riccardo Bauer, Giuseppe Romita e l'amico di Curiel, Eugenio Colorni, che era stato arrestato nel settembre del 1938.
Il 25 agosto 1943, a seguito della caduta del fascismo, Curiel lasciò l'isola. Ritornò a Milano, dove diresse l'Unità clandestina e La nostra lotta e, infine, promosse la costituzione di un'organizzazione unitaria tra i giovani antifascisti di ogni schieramento politico, il Fronte della gioventù per l'indipendenza nazionale e per la libertà. In questo periodo elaborò la sua teoria sulla Democrazia progressiva, considerata il suo più importante contributo teorico all'antifascismo.
Il 24 febbraio 1945 fu riconosciuto per strada a Milano da militi delle Brigate Nere durante un controllo di documenti, grazie ad un delatore. Vistosi identificato, Curiel, che evidentemente non si faceva illusioni sulla sorte che lo attendeva, tentò la disperata mossa della fuga. Sperava probabilmente di riuscire a confondersi tra il via vai della gente. Con uno spintone si discostò dagli uomini che lo fronteggiavano e si lanciò di corsa attraverso piazzale Baracca verso via Enrico Toti. Una raffica di mitra lo colpì ad una gamba, facendolo stramazzare al suolo. Curiel si rialzò e riprese la corsa, ma venne raggiunto da una serie di raffiche che lo abbatterono al suolo.
Il poeta Alfonso Gatto, in una poesia intitolata 25 aprile, lo nominò scegliendolo quale esempio del desiderio di libertà e democrazia del popolo italiano: «[...] la speranza che dentro ci svegliava / oltre l'orrore le parole udite / dalla bocca fermissima dei morti / "liberate l'Italia, Curiel vuole / essere avvolto nella sua bandiera" [...]».
Eugenio Curiel è sepolto nel Cimitero maggiore di Milano.

## Opere
- E. Curiel, Scritti 1935-1945, 2 voll., Roma 1973.